# Winiary (powiat proszowicki)
Winiary – wieś w Polsce położona w województwie małopolskim, w powiecie proszowickim, w gminie Pałecznica. W latach 1975–1998 miejscowość należała administracyjnie do województwa kieleckiego.